# Мельников, Пётр Герасимович
Пётр Герасимович Мельников (1899 — 1977) — советский военачальник и педагог, генерал-майор технических войск. Начальник  Химических войск РККА (1939—1942).

## Биография
Родился в крестьянской семье. В 1918 году  вступил в РККА. С 1919 года после окончания Московских командных курсов тяжёлой артиллерии РККА, командовал взводом, батареей. 
В 1920 году окончил Артиллерийскую школу комсостава ТАОН, в 1924 году Высшую Краснознамённую артиллерийскую школу по подготовке комсостава РККА.
С 1929 года младший инженер технической части, с 1931 года руководитель опытов опытно-технического отдела Научно-испытательного военно-химического полигона. 
С 1935 года начальник отдела, с 1938 года помощник начальника, а с 1939 года комбриг и начальник Управления военно-химической защиты РККА. В 1940 году произведён в генерал-майоры технических войск. С 1941 года начальник Главного военно-химического управления Красной армии.
С 1942 по 1947 годы начальник Калининского военно-химического училища, 24 июня 1945 года во главе этого училища участвовал в Параде Победы. С 1947 по 1950 годы  начальник Костромского военно-химического училища.